# Terreur au kilomètre
Pour plus de détails, voir Fiche technique et Distribution.
Terreur au kilomètre (Hot Rods to Hell) est un film d'action américain réalisé par John Brahm et sorti en 1967.
Il s'agit d'une adaptation cinématographique de la nouvelle 50 Miles to Terror écrite par Alex Basy et publiée en 1956 dans la revue The Saturday Evening Post.

## Fiche technique
Sauf indication contraire, les informations mentionnées dans cette section peuvent être confirmées par la base de données cinématographiques IMDb,  présente dans la section « Liens externes ».
- Titre français : Terreur au kilomètre[2]
- Titre original : Hot Rods to Hell
- Réalisateur : John Brahm
- Scénario : Robert E. Kent (en), Alex Gaby d'après sa nouvelle 50 Miles to Terror
- Photographie : Lloyd Ahern
- Montage : Ben Lewis
- Musique : Ben Weisman (en), Fred Karger (it)
- Producteur : Sam Katzman
- Sociétés de production : Four Leaf Productions
- Pays de production :  États-Unis
- Langue de tournage : anglais américain
- Format : Couleurs - 1,85:1 - Son mono - 35 mm
- Durée : 92 minutes (1h32)
- Genre : Action
- Dates de sortie :
  - États-Unis : 25 janvier 1967
  - Japon : 15 avril 1967
  - Mexique : 15 février 1968

## Distribution
- Dana Andrews (VF : René Arrieu) : Tom Phillips
- Jeanne Crain : Peg Phillips
- Paul Bertoya : Duke
- Gene Kirkwood : Ernie
- Mimsy Farmer : Gloria
- Laurie Mock : Tina Phillips
- Jeffrey Bryon : Jamie
- George Ives (en) (VF : Michel Gatineau) : Lank Dailey
- William Mims (en) : L'homme du pique-nique
- Paul Genge (VF : Philippe Dumat) : Le policier